# 張志龍
張志龍（英文名：Richard Chang，1964年10月23日—），台灣企業家、作家、藝術史研究家及文學評論家。
2010年，與周杰倫等人共同發起「擁抱絲路」活動。這個史上最長里程的超級馬拉松，不但開展台灣海峽兩岸共同舉辦大型國際性活動的先河，也突破中西亞國家外交和簽證的困難，讓國際團隊得以長跑和沿途宿營的方式，成功地穿越六個國家，完成一百五十天、 一萬公里的絲路長征。
二〇一八年五月，張志龍離開企業界，創辦敦南藝術講堂，投入藝術、文學及古典音樂的深耕與推廣。代表性的研究主題包括：古希臘羅馬建築與雕刻、文藝復興藝術、巴洛克繪畫、古典與現當代藝術賞析、荷馬史詩、但丁《神曲》、莎士比亞戲劇等。

## 經歷
- 1988-1989年，東協纖維（股）公司 業務工程師
- 1989-1991年，台灣聯合利華（股）公司 產品副理
- 1991-2003年，台灣雀巢（股）公司 行銷處長
- 2003-2005年，Goldmund Consulting Co.,Ltd Managing Director
- 2005-2010年，欣技資訊（股）公司 執行副總經理
- 2010年迄今，中華地球探索保護協會共同發起人
- 2012-2018年，鉅賦福斯汽車執行長。
- 2018年迄今，敦南藝術講堂負責人。

## 學歷
- 台灣省立嘉義高中，並獲得傑出校友榮譽[4]
- 天主教輔仁大學經濟系
- 台北市國立政治大學企業家經營管理研究班

## 著作
- 《擁抱絲路：斯人斯土與征途》2012年6月（布克出版）

- 《繁星巨浪：從卡拉瓦喬到畢卡索，大藝術家的作品和他們的故事》2016年9月（布克出版）

- 張志龍《好好說畫：奧塞美術館行動導覽》 2019年5月（天下文化：1號課堂）

- 《走進世界百大名畫 張志龍的殿堂級藝術鑑賞課》2022年11月（Sandshour 散時間）

- 《文學覺醒》2024年9月（布克出版）

## 獲獎紀錄
- 《走進世界百大名畫 張志龍的殿堂級藝術鑑賞課》，獲得2023年第47屆文化部金鼎獎數位內容類推薦作品（內容變現股份有限公司出版）
- 《感應未來：傑圖利奧・阿維亞尼》（Responsive Visison: Getulio Alviani）特展（邵雅曼、Jerome Neutres、張志龍為共同策展人），獲得2024年美國Muse Design Awards概念設計金獎。

## 外部連結
- 乎乾啦  敬存在！   張志龍 Richard Chang個人網站 （页面存档备份，存于）
- 藝術美學・張志龍 Richard Chang 個人粉絲專頁 （页面存档备份，存于）
- 敦南藝術講堂（粉絲專頁）
- 9000公里絲路長征-華人企業家的集體壯舉 （页面存档备份，存于）
- 張志龍：超馬選手林義傑路跑絲路籌一億經費的幕後推手） （页面存档备份，存于）
- 張志龍： 生命有如待探索的絲路 （页面存档备份，存于）

1. ↑  . ETtoday. 2012年6月22日  [2016年3月3日]. （原始内容存档于2019年11月30日）.
2. ↑  . 2015-11-17  [2016-03-04]. （原始内容存档于2019-08-18）.
3. ↑  . 2012年7月30日  [2016年3月4日]. （原始内容存档于2019年12月2日）.
4. ↑  .   [2022-03-19]. （原始内容存档于2022-01-29）.

- 大愛電視【靜思書軒心靈講座】20171231 - 立足臺灣．宏觀國際 -https://www.youtube.com/watch?v=brDUpPb2D_E